# Фоменко, Николай Михайлович (1934)
Николай Михайлович Фоменко (23 апреля 1934 года, совхоз имени Чкалова, КазССР — 22 ноября 2006 года, Новоуральск) — директор Уральского автомоторного завода в 1976—1993 годах.

## Биография
Родился 23 апреля 1934 года в совхозе имени Чкалова Куйбышевского района Павлодарской области.
В 1957 году окончил Тульский механический институт. Молодым специалистом направлен в город Нижний Тагил на Высокогорский механический завод (ВМЗ), с 1968 года — заместитель главного инженера. Под руководством Фоменко на ВМЗ были возведены новые цеха, освоено производство тракторопогрузчиков, усовершенствованы технологические процессы.
В 1974 году переведен на Уральский автомоторный завод (УАМЗ) (г. Новоуральск) заместителем главного инженера завода. В 1974 году — главный инженер.
В 1976 году назначен директором завода, эту должность занимал до 1993 года — семнадцать лет.
Деятельность
УАМЗ был основан 10 мая 1967 года как филиал ЗИЛа и выпускал комплектующие и двигатели для модели ЗИЛ-157.
Через год после назначения Н. М. Фоменко директором, руководством МосавтоЗИЛа было принято решение о передаче части своего производства на заводы-филиалы. Уже в феврале на УАМЗе создаётся цех сборки, а затем производства автомобилей ЗИЛ-157, ЗИЛ-131, ЗИЛ-130, тракторных снегопогрузчиков, оборудования для птицефабрик, кухонного процессора[прояснить] и др.
Так уже в 1978 году было собрано 163 машины, в 1979 — уже 2591, а в 1980 — 7045 автомобилей.
Со временем завод вышел на производство порядка 16-18 тысяч автомобилей ЗиЛ-157 в год (при этом, в отличие от других филиалов ЗиЛа, за исключением литья автомобили изготавливались целиком на месте). Всего до 1992 года на УАМЗ было собрано 160073 автомобиля ЗиЛ-157 и его модификаций.
Производство двигателей ЗиЛ-645 велось на УАМЗе десять лет в объёме 5-6 тысяч в год.
В 1983-86 годах УАМЗ претерпел масштабную реконструкцию производства. С 1988 года ежегодный выпуск грузовиков достиг 25 тысяч единиц.
Н. М. Фоменко внес большой личный вклад в развитие экономики города Новоуральска. На средства завода, при его личном участии, в городе было возведено более 250 тысяч кв.м. жилой площади, построены объекты здравоохранения, образования и быта, хлебозавод, пожарное депо, узловая АТС на 10 тыс. номеров.

## Награды, признание, память
Награждён двумя орденами Трудового Красного Знамени (1971, 1981), орденом Октябрьской Революции (1986), медалью «За доблестный труд», присвоены почетные звания «Ветеран ЗИЛ» и «Отличник здравоохранения СССР».
Почётный гражданин Новоуральска (2001) — «За многолетний добросовестный труд, большой личный вклад в развитие города»
Имя Н. М. Фоменко в 2007 году присвоено бульвару в Автозаводском районе Новоуральска, в 2010 году открыта мемориальная доска.